# برینیار لیفشون
برینیار لیفشون (ایسلندی: Brynjar Leifsson؛ زادهٔ ۱۱ سپتامبر ۱۹۹۰) گیتارنواز، خواننده-ترانه‌پرداز و موسیقی‌دان اهل ایسلند و نوازنۀ اصلی گیتار در گروه آو مانتسرز اند من است.
از فیلم‌ها یا مجموعه‌های تلویزیونی که وی در آن‌ها نقش داشته‌است، می‌توان به در اشاره نمود.